# Pornothemis
Genre
Pornothemis est un genre de libellules de la famille des Libellulidae (sous-ordre des Anisoptères, ordre des Odonates).

## Liste d'espèces
Selon BioLib (6 mars 2021) :
- Pornothemis serrata Krüger, 1902
- Pornothemis starrei Lieftinck, 1948

## Publication originale
- (de) L. Krüger, « Die Odonaten von Sumatra. III. Theil. b. Familie Libelluliden », Entomologische Zeitung, Szczecin, vol. 63,‎ 1902, p. 58-193 (OCLC 8441524, lire en ligne).